# فوجیوارا نو ماساروکو
فوجیوارا نو ماساروکو (انگلیسی: 検索に移動
藤原 多子 ふじわら の まさるこ; ۱ ژانویهٔ ۱۱۴۰ – ۱ ژانویهٔ ۱۲۰۲) اولین همسر امپراتور کونوئه و سپس امپراتور نیجو بود وی دو بار به همسری دو امپراتور درآمد. پدر وی در اصل توکودایجی کینیوشی بود اما وی به فرزند خواندگی فوجیوارا نو یوریناگا درآمد. فوجیوارا نو یوریناگا با خواهر بزرگتر توکودایجی کینیوشی ازدواج کرده بود. وی در سن ۶۲ سالگی درگذشت.